# Nothropus
Nothropus és un gènere extint de mamífers pilosos de la família dels megaloníquids, de vegades classificats entre els notrotèrids, que visqueren a Sud-amèrica des del Plistocè inferior fins a l'Holocè. Se n'han trobat restes fòssils a l'Argentina, Bolívia, el Brasil i el Perú. Eren animals de mida mitjana. Foren unes de les nombroses víctimes de l'extinció del Quaternari. El gènere conté tres espècies, una de les quals, N. priscus, és una species inquirenda.